# Железнички мост Ујпешт
Железнички мост Ујпешт (мађ. Újpesti vasúti híd) је  железнички мост у Мађарској преко Дунава, који се налази у Будимпешти. Мост повезује Пешту и Будим.

## Ситуација
Мост прелази преко Дунава на северу града код острва Обуда. Мост повезује Будимпешт и Острогон помоћу железничке линије број 2.